# حامد رضاخانی
حامد رضاخانی (زاده ۱۱ دی ۱۳۵۷) شناگر ایرانی است. او در ماده ۱۵۰۰ متر آزاد مردان در بازی‌های المپیک تابستانی ۱۹۹۶ شرکت کرد.